# Obchodní komora (Cheb)
Obchodní a živnostenská komora je reprezentativní budova v Chebu. Byla vystavěna roku 1899 podle návrhu františkolázeňského architekta G. Wiendermanna ve stylu nadnesené gründerské doby. Výraznými prvky budovy jsou vysoká věž a sedlové střední střechy, které jsou typické například pro stavby v německém Mnichově. Na fasádě se nachází připomínka historického obchodního spojení s Norimberkem, konkrétně portréty císaře Maximiliána, Alberta Dürera, Petera Vischera a Adama Krafta od malíře Augusta Brömseho.